# Antoni Rovira i Trias
Antoni Rovira i Trias (Barcellona, 27 maggio 1816 – Barcellona, 2 maggio 1889) è stato un architetto e urbanista spagnolo vincitore del concorso indetto dal comune di Barcellona per il progetto urbanistico dell'Eixample, che però successivamente fu realizzato secondo il piano di Ildefons Cerdà.
Fu assessore, deputato e architetto municipale di Barcellona e creò il corpo cittadino dei vigili del fuoco.

## Biografia
Antoni Rovira i Trias nacque a Gràcia nel 1816 dal matrimonio tra Antoni Rovira i Riera e Gertrudis Trias, figlia del fabbricante di calicò Narcís Trias. La famiglia paterna aveva una lunga tradizione nel campo delle costruzioni e dell'edilizia. I suoi antenati si stabilirono in città nel XVIII secolo. Al padre Antoni Rovira i Riera, falegname e capomastro, furono attribuiti diversi lavori di cui però risultano effettivamente documentati soltanto un ponte in legno su progetto di Tomàs Soler i Ferrer, realizzato nel 1802 tra la Dogana e il Palazzo Reale in occasione della venuta a Barcellona dei reali di Spagna Carlo IV e Maria Luisa per accogliere la visita del Granduca di Toscana, nonché alcuni lavori nel cimitero del Poblenou, erroneamente attribuiti al figlio Rovira i Trias.
A causa dello stato amministrativo del villaggio di Gràcia che all'epoca era ancora un quartiere al di fuori delle mura cittadine, il piccolo Antoni venne battezzato nella cattedrale di Barcellona il 27 maggio 1816 e, secondo l'usanza del tempo, gli furono imposti tre nomi: Antoni (in onore di sant'Antonio di Padova), Josep i Ramon Nonat.
Influenzato senza dubbio dalla tradizione familiare, Rovira i Trias si indirizzò presto verso gli studi di architettura e pare (anche se non c'è una vera documentazione in merito) che all'età di sedici anni fosse già maestro d'opera.
Frequentò la Escola de la Llotja, studiando materie come chimica, geografia, geologia e matematica. Questa preparazione gli consentì l'accesso nel 1836 alla facoltà da poco creata d'Ingegneria stradale della Real Academia di San Fernando, facoltà che abbandonò per seguire il corso di architettura sempre presso la stessa accademia, conseguendo la laurea il 30 marzo 1842.
Durante il servizio militare presso il comando di Sant Feliu de Codines, mentre era ancora studente di architettura, elaborò insieme a due compagni il suo primo lavoro conosciuto: il piano del villaggio di Sant Feliu, portato a termine nel 1836. Sempre durante il suo periodo di studi pubblicò alcuni progetti (andati successivamente perduti) per gli scomparsi Banys Nous.
Tornato alla vita civile nel 1839, partecipò attivamente alla nascita di numerose associazioni che andavano sviluppandosi in diverse branche del sapere.
Una di questa fu la Società filomatica di Barcellona, costituita il 15 novembre 1839 su iniziativa dello stesso Rovira e di un piccolo gruppo di intellettuali e politici che si riunivano in casa sua, tra i quali figurava Francesc Pi i Margall. La sua finalità era l'evoluzione intellettuale dei suoi componenti. Il primo articolo dello statuto approvato nel 1858 recitava: "... La società, sotto il motto mihi coeterisque laboro, si propone il progresso reciproco dei suoi appartenenti nelle conoscenze umane, servendosi di tutti gli strumenti che si rendano necessari per conseguire il proprio obiettivo". A partire dal 1860 l'associazione si fuse con l'Ateneo Catalano e nel 1872 con il Casino Mercantil Barcelonès, dando così vita all'Ateneo Barcelonés.
Assieme a Josep Oriol Bernadet e Miquel Garriga i Roca condusse il Boletin Enciclopédico de Nobles Artes che fu pubblicato dal 1º aprile 1846 al 15 marzo 1847, dove venivano esposte le riflessioni e le idee degli appartenenti, tutti architetti.
Partecipò anche alla fondazione della Sociedad de Seguros Mutuos contra Incendios (Società di mutua assicurazione contro gli incendi), creata il 30 maggio 1835, collaborandovi come perito e architetto. Intensamente coinvolto nell'evoluzione di questa società privata, che godeva però del supporto municipale, scrisse manuali e trattati sullo spegnimento degli incendi. In seguito avrebbe municipalizzato l'attività del corpo dei vigili del fuoco.
A partire dal 1867 fu architetto municipale di Barcellona, di Gràcia e di Sant Martí de Provençals, del cui comune divenne nel 1872 Capo dell'Edilizia e della Decorazione. Fu inoltre assessore per il comune di Manresa, nonché assessore, deputato e capo onorario del Corpo dei Vigili del Fuoco di Barcellona. Ottenne il titolo di "cittadino onorato" di Barcellona, che gli conferiva una serie di privilegi nonché il titolo di magnifico.
Morì improvvisamente il 2 maggio 1889, all'età di 72 anni, per emorragia cerebrale. Per la sua popolarità e la sua vocazione municipalista ampiamente manifestata in vita gli fu celebrato un funerale solenne con tutti gli onori da parte del suo stimato corpo dei vigili del fuoco.
Sposato con Magdalena Rabassa i Barenys, ebbe due figli, Antoni e Ricard, che seguirono strade differenti. Il figlio maggiore, Antoni Rovira i Rabassa seguì le orme paterne mentre il fratello studiò diritto e divenne avvocato e giudice in Barcellona.

## Il progetto di ampliamento di Barcellona

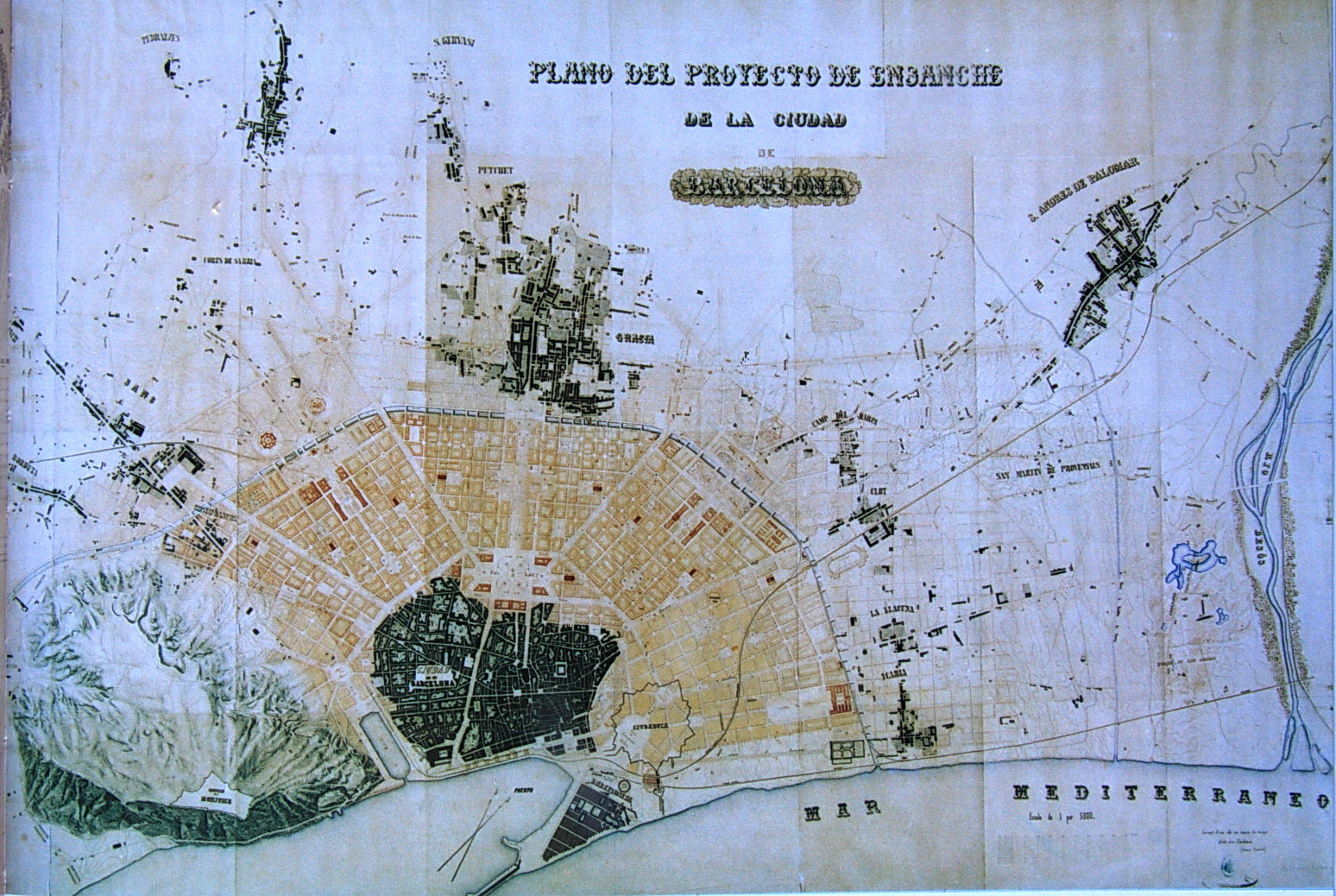
Il progetto di ampliamento di Barcellona di Antoni Rovira

Nel 1859 il Comune di Barcellona bandì un concorso per la scelta di un progetto urbano di ampliamento della città. Furono presentati tredici progetti e il 10 ottobre 1859 fu proclamato vincitore all'unanimità quello redatto da Antoni Rovira i Trias. Il piano però non venne realizzato, in quanto dal ministero arrivò l'ordine di eseguire il piano concepito da Ildefons Cerdà, noto come Piano Cerdà.
Il progetto vincitore di Antoni Rovira si basava su una maglia circolare che si sviluppava radialmente attorno alla cinta muraria, integrando in modo armonico i quartieri dei dintorni attraverso viali. Il progetto fu presentato con la dicitura: "Le tracé d'une ville est oeuvre du temps, plutôt que d'architecte". La frase originale è di Léonce Reynaud, che per Rovira costituiva un riferimento nell'ambito architettonico.
Il piano di Rovira rispondeva a un modello di ampliamento contemporaneo e residenziale come il Ring di Vienna o il progetto di Haussmann a Parigi. Questo modello era in linea con la futura grande città capitalista rivendicata in ambito conservatore dal quotidiano La Renaixença e dalla partito della Lega Regionalista e si basava sull'interconnessione tra le varie zone tramite i trasporti pubblici e grandi viali a sviluppo radiale.

## Opere principali
Tutte le opere citate, salvo dove diversamente specificato, sono tuttora esistenti e in buono stato di conservazione.

### In Barcellona

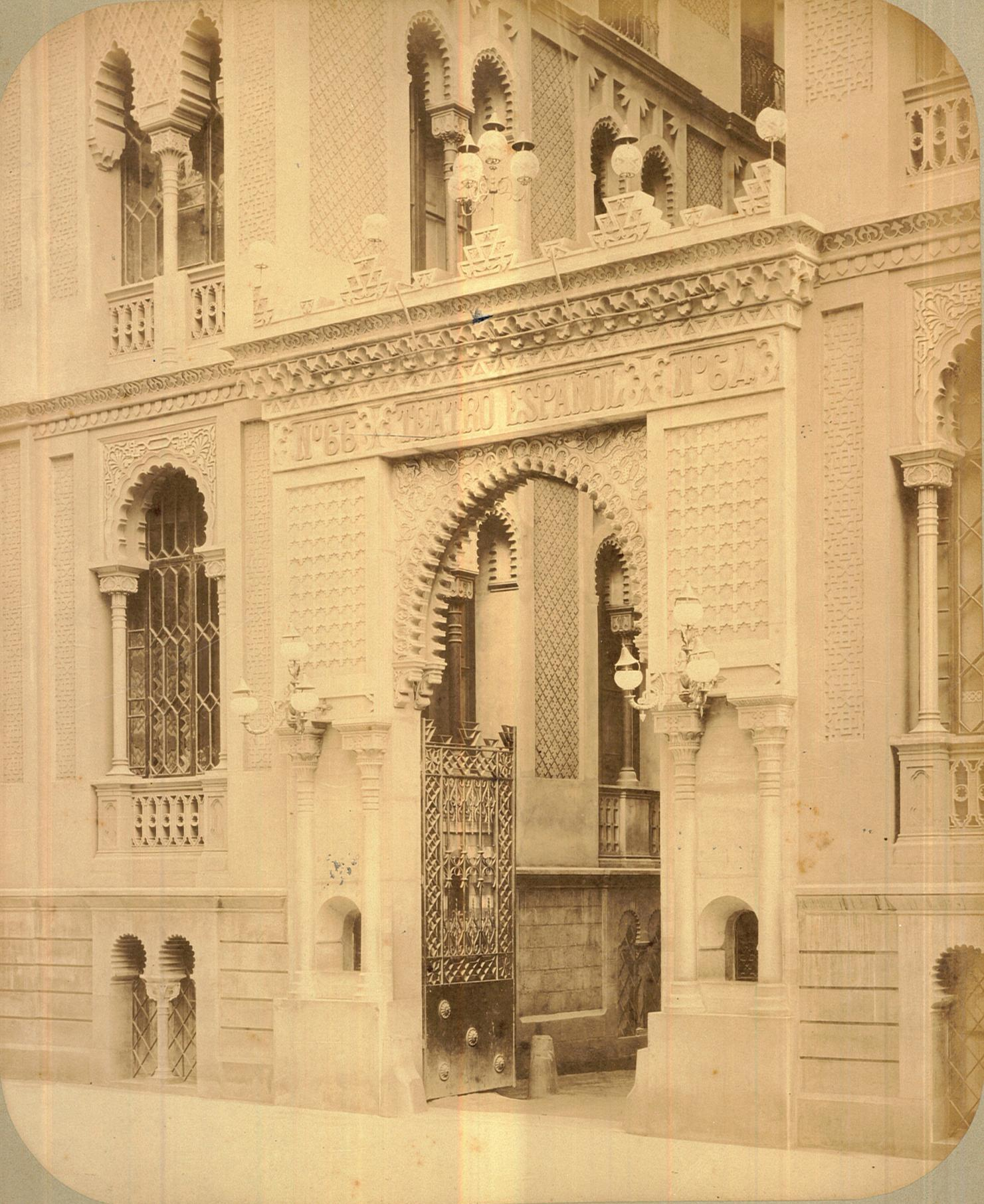
Il Teatro Español sul Passeig de Gràcia, demolito nel 1900

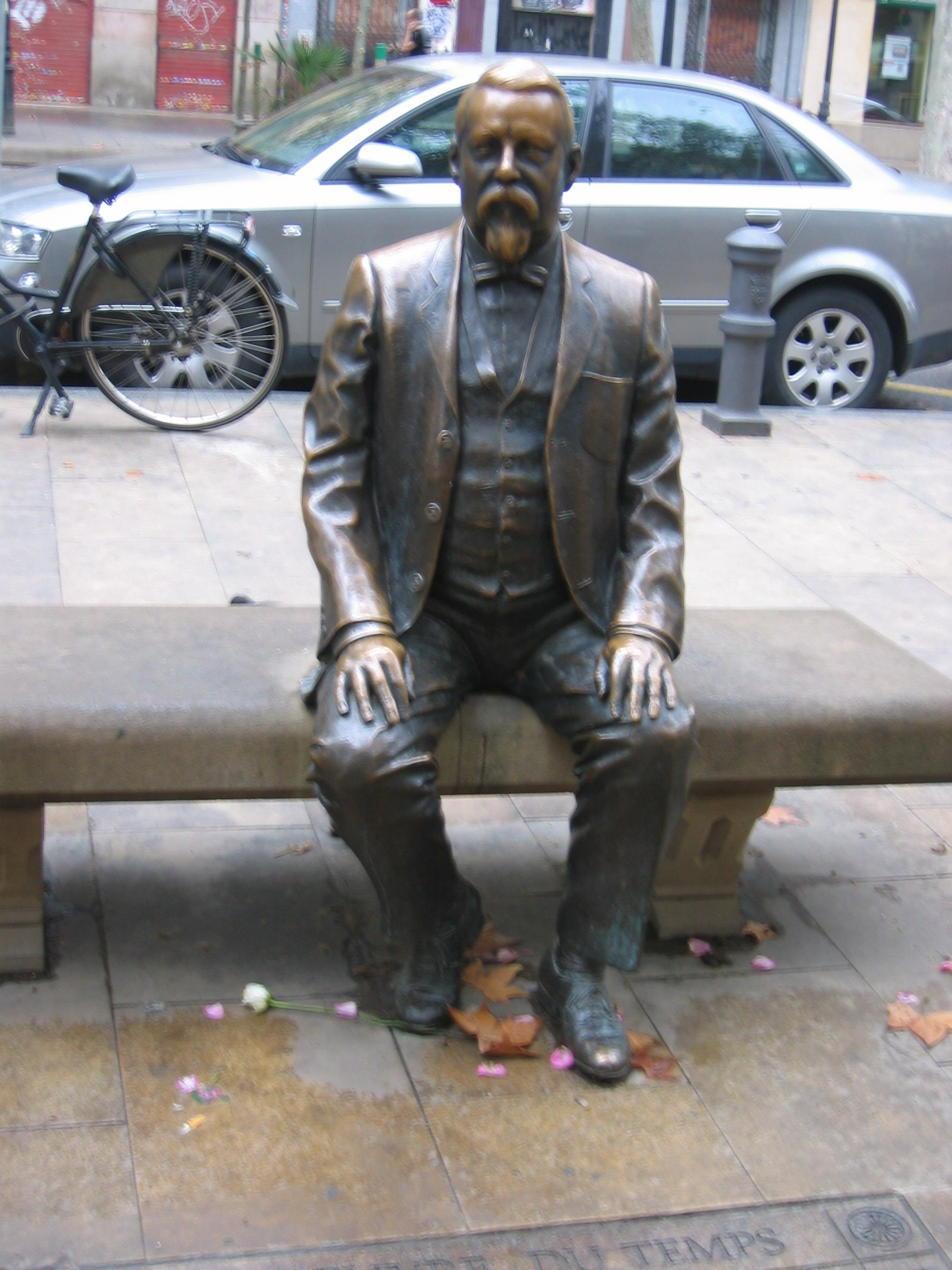
Statua in bronzo di Rovira i Trias nell'omonima piazza di Barcellona

- 1852 Casa Francesc Malsach, Carrer del Pi, 8.[12]
- 1851, 1860, 1880 Urbanizzazione della Plaça del Nord[13]
- 1856 Loggia del giardino del Palau Moja, Carrer de la Portaferrissa, 1[14]
- 1859 Progetto di ampliamento di Barcellona, vincitore del concorso municipale (non realizzato)
- 1862 Casa Miquel Dumanjó, Carrer de Tantarantana, 8 e dell'Allada-Vermell, 5.[15]
- 1861-1870 Urbanizzazione della Plaça de Rovira, oggi Plaça de Rovira i Trias[16]
- 1862-1864 Campanile di Gràcia, Plaça de Rius i Taulet[17]
- 1864 Case Joaquim Gurri, Carrer de la Junta de Comerç, 14-16[18]
- 1865-1866 Progetto urbanistico del Passaggio della Banca tra la Rambla e Carrer de Josep Anselm Clavé[19]
- 1867 Piano urbanistico del Poblenou
- 1870 Teatro Español sul Passeig de Gràcia tra Carrer de la Diputaciò e la Gran Via, aveva una capienza di 2000 spettatori. Bruciato nel 1898 e demolito nel 1900.
- 1872-1882 Mercato di Sant Antoni[20]
- 1876 Progetto urbanistico per la Fontana delle Tre Grazie in Plaça Reial
- 1876 Monumento alla Pace (demolito)[21]
- 1878-1882 Museo Martorell, primo edificio di Barcellona costruito appositamente come museo, sede storica del Museo di Scienze Naturali[22]
- 1883 Balaustra in pietra del Passeig de Colom (demolita)[23]
- 1887 Balaustra in pietra del Passeig de Lluís Companys[24]
- 1887-1888 Mercato in ferro della Concezione[25]
- 1888 Mercato in ferro di Hostafrancs[26]
- 1888-1891 Macello generale, demolito nel 1980 (al suo posto si trova ora il Parc de Joan Miró)[27]

### Fuori Barcellona
- 1853 Scuole di Súria (demolite)
- 1857-1881 Casa de la Carità a Manresa[28]
- 1878-1881 Casa de les Aigües a Montcada i Reixac[29]
- 1880-1883 Municipio di Igualada[30]

## Riconoscimenti

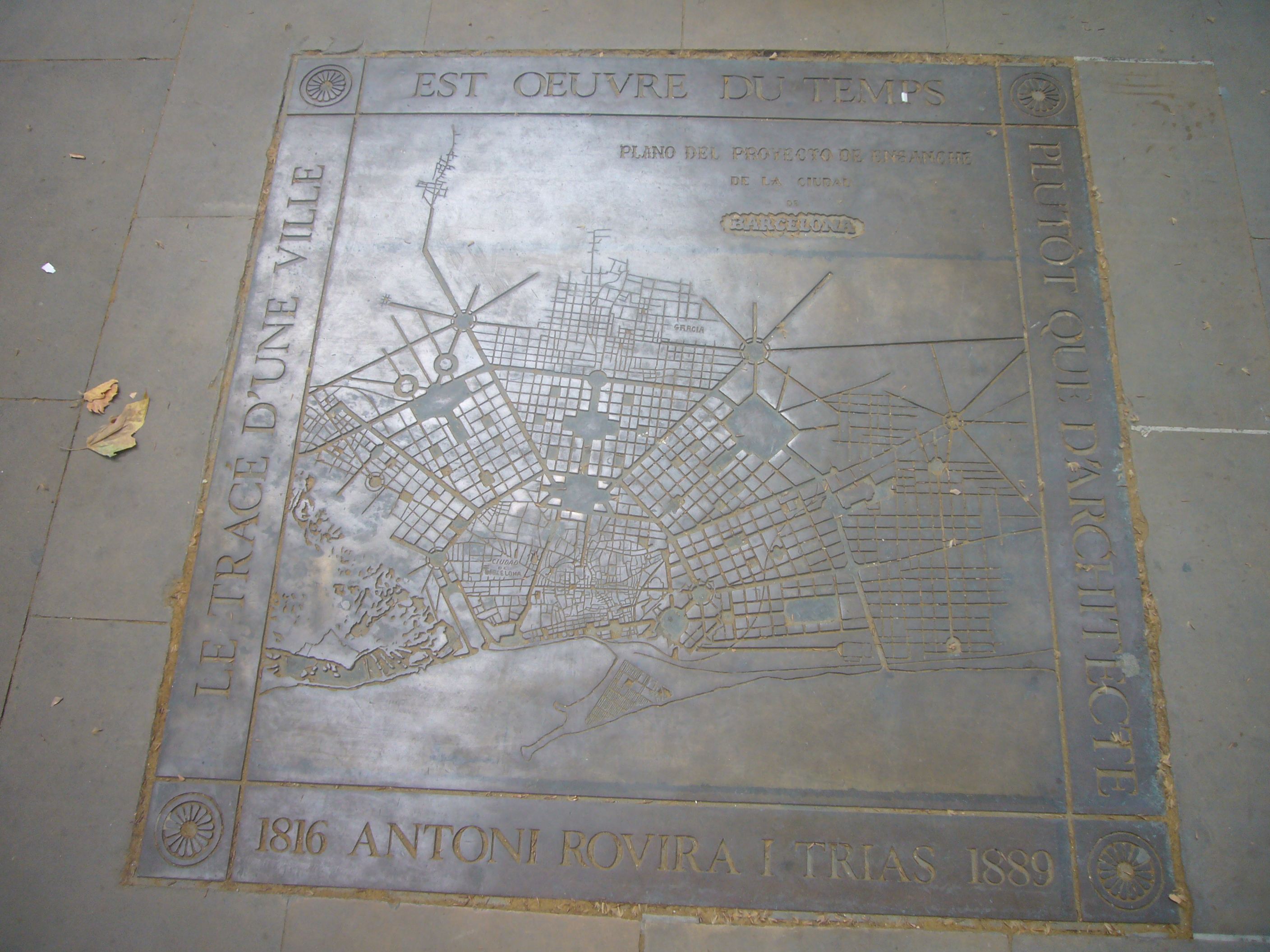
Placca con la proposta urbanística di Rovira i Trias per l'Eixample posta ai piedi della sua statua

Dal 22 marzo 1922 la piazza che dal 1861 portava il nome generico di Plaça dei Rovira fu rinominata in Plaça de Rovira i Trias in suo onore. In una della panchine in pietra della piazza è stata collocata una statua in bronzo di Antoni Rovira i Trias ai cui piedi è posta una placca sempre in bronzo raffigurante il suo progetto per l'Eixample.